# Nikola Jovović
Nikola Jovović (in serbo Никола Јововић?; Novi Sad, 13 febbraio 1992) è un pallavolista serbo, palleggiatore del NOVA.

## Carriera
Nikola Jovović inizia a praticare la pallavolo a livello scolastico nel 2002, prima di iniziare la carriera professionistica nella stagione 2007-08 con l'Odbojkaški klub Vojvodina di Novi Sad, sua città natale; in quattro stagioni col club disputa due finali scudetto, perse contro l'Odbojkaški klub Radnički Kragujevac e l'Odbojkaški klub Partizan, mentre si aggiudica la Coppa di Serbia 2009-10. Nello stesso periodo fa parte delle selezioni giovanili serbe: nel 2009 vince la medaglia d'argento al campionato europeo under 19, ricevendo anche il premio di miglior palleggiatore, e la medaglia d'oro al campionato mondiale under 19, mentre nei due anni successivi vince la medaglia di bronzo prima al campionato europeo 2010 e poi al campionato mondiale 2011.
Nella stagione 2011-12 viene ingaggiato per la prima volta da una squadra estera, andando a giocare nella 1. Bundesliga tedesca col Verein für Bewegungsspiele Friedrichshafen, compagine in cui resta per tre stagioni, vincendo due Coppe di Germania; nel 2013 debutta nella nazionale maggiore, con cui vince la medaglia di bronzo al campionato europeo, oltre alla medaglia d'argento al campionato mondiale 2013 con la nazionale under 23.
Nella stagione 2014-15 passa al Volley Milano, neopromossa nella Superlega italiana, dove resta per tre annate; con la nazionale vince la medaglia d'argento e d'oro all'edizione 2015 e 2016 della World League e la medaglia di bronzo al campionato europeo 2017.
Nella stagione 2017-18 viene tessarato dalla società turca dell'Arkas, in Efeler Ligi, stessa categoria dove milita nell'annata successiva vestendo la maglia dello Ziraat Bankası; con la nazionale vince la medaglia d'oro al campionato europeo 2019.
Per l'annata 2019-20 passa ai russi dell'Ural, con cui disputa la Superliga, mentre in quella successiva è ai francesi dello Spacer's Toulouse, in Ligue A. Ritorna nella Superliga russa per il campionato 2021-22, questa volta alla Dinamo-LO.
Nella stagione 2023-24 firma per il Verona, in Superlega, ma già in quella 2024-25 è nuovamente nella massima divisione russa, difendendo i colori del NOVA.

## Palmarès

### Club
- Coppa di Serbia: 1

2009-10
- Coppa di Germania: 2

2011-12, 2013-14

### Nazionale (competizioni minori)
- Campionato europeo under 19 2009
- Campionato mondiale under 19 2009
- Campionato europeo under 20 2010
- Campionato mondiale under 21 2011
- Campionato mondiale under 23 2013
- Memorial Hubert Wagner 2016

### Premi individuali
- 2009 - Campionato europeo under 19: Miglior palleggiatore
- 2013 - Campionato europeo 2013: Fair Play Award